# Anchieta (São Bernardo do Campo)
Anchieta é um bairro de classe média alta localizado na zona norte da cidade brasileira de São Bernardo do Campo, no estado de São Paulo. É servido pela Rodovia Anchieta e suas principais artérias são as avenidas Kennedy e a Senador Vergueiro. É um bairro-jardim, multiétnico, com boa qualidade de vida e bem arborizado, sendo um dos mais valorizados de São Bernardo do Campo,[carece de fontes?] e possui umas das melhores infra-estruturas de comércio, serviço e lazer do município e do Grande ABC.[carece de fontes?]
Destaca-se por sua proximidade com o bairro Rudge Ramos, assim, parte de seus moradores tendem a reportar-se como moradores deste bairro e não do bairro Anchieta.
Foi construido pela Companhia City, a mesma da região dos Jardins, em São Paulo.
Abriga o Ginásio Poliesportivo Adib Moysés Dib, um dos mais modernos do estado de São Paulo, e abriga também um dos campus da Universidade Federal do ABC. 